# Decarynodes ankasoka
Decarynodes ankasoka är en fjärilsart som beskrevs av Pierre E.L. Viette 1961. Decarynodes ankasoka ingår i släktet Decarynodes och familjen nattflyn. Inga underarter finns listade i Catalogue of Life.